# Умарбаев, Парвизджон Абдуллоевич
Парвизджон Абдуллоевич (Парвиз) Умарбаев (тадж. Парвизчон Абдуллоевич Умарбоев; 1 ноября 1994 года, Худжанд, Таджикистан) — таджикистанский и российский футболист, выступающий на позиции полузащитника. С июля 2022 года игрок болгарского клуба Локомотив (Пловдив)| . Также с 2015 года выступает за национальную сборную Таджикистана.

## Карьера
Карьеру начинал в молодёжном составе «Рубина», провёл 18 матчей, забил 8 голов. За основной состав «Рубина» дебютировал 26 сентября 2012 года в 1/16 Кубка России с красноярским «Енисеем».
В 2013 году перешёл в «Нефтехимик» на правах аренды.
В 2014 году выступал за дзержинский «Химик». Дебют состоялся 10 августа 2014 года в матче 6 тура ФНЛ против «Томи». Первый и единственный гол за «Химик» забил 24 августа 2014 года в гостевом матче против «Тюмени» (3:1).
В марте 2015 года перешёл в душанбинский «Истиклол».
В 2016 году перешёл в болгарской клуб «Локомотив» из Пловдива. За шесть лет провёл за клуб во всех турнирах 204 матча и забил 10 голов. 
В июле 2022 года перешёл в болгарский ЦСКА 1948.

## Карьера в сборной
Обладая российским гражданством вызывался в юношескую сборную России в 2012 году.
Выступает за молодёжную сборную Таджикистана (до 23 лет) с 2015 года, дебют состоялся 27 марта в матче против Йемена. 31 марта 2015 года забил свой первый гол в матче против Шри-Ланки (5:1).
В мае 2015 года вызван в национальную сборную Таджикистана. Дебютировал в матче против Австралии 8 сентября 2015 года.

## Достижения
«Истиклол»
- Обладатель Суперкубка Таджикистана: 2015

«Локомотив» Пловдив
- Обладатель Кубка Болгарии (2): 2018/19, 2019/20.
- Обладатель Суперкубка Болгарии: 2020.